# Conjunto Residencial El Polo
El Conjunto Residencial El Polo es una agrupación de edificios de vivienda ubicados en Bogotá (Declarado Bien de Interés Cultural mediante la Resolución 0658 de 2007 de la Secretaría de Planeación Distrital). Proyectados por Rogelio Salmona y Guillermo Bermúdez por encargo de Banco Central Hipotecario BCH, los bloques de apartamentos de la urbanización “El Polo”, son un conjunto multifamiliar conformado por 30 apartamentos dispuestos en un lote alargado de 4.725,52m². La superficie total construida es de 5.517,97m². El proyecto se comenzó a diseñar en 1959 y su construcción terminó en 1963. En 1964 merecieron una mención en la II Bienal Colombiana de Arquitectura.

## Localización
El proyecto está localizado al norte de la ciudad de Bogotá en el barrio el Polo, que toma su nombre del lugar donde antes se ubicaba El Polo club. El terreno colinda por sus lados largos con la avenida 24 por el costado occidental y con la carrera 23 por el oriental, mientras que los lados cortos dan a la hoy calle 87 y la avenida Ciudad de Quito (NQS).

## Distribución
El predio, que es esquinero, se zonifica en dos frentes y un jardín interior. Hacia la calle, los antejardines se convierten en plazoletas. El borde del lindero se insinúa mediante texturas de piso. 
Los apartamentos se organizan en dos pisos y se dividen en dos grandes grupos, los que ocupan los dos primeros pisos y los que ocupan los dos siguientes, es decir, hay un apartamento que toca el terreno y otro que se monta encima y que define la cubierta. En total los edificios tienen  4 pisos. Mientras que los primeros albergan habitaciones en la zona baja con salida al jardín y las zonas sociales y de servicios en el segundo; los segundos tienen las zonas sociales y de servicios en el primer nivel y las habitaciones  en el segundo. Los espacios mantienen una misma orientación: los salones hacia el jardín interior, los servicios hacia la calle. Las habitaciones en cambio, alternan su posición cuando el apartamento dúplex ocupa la parte inferior o superior del bloque. En el primer caso miran al jardín, en el segundo caso miran hacia los cerros tutelares de Bogotá por encima de la calle. Los apartamentos  oscilan entre los 130 y 160 m², teniendo en cuenta que las áreas varían según el piso, la forma de acceso y la geometría.
Los apartamentos se agrupan en bloques de dos, tres y cuatro apartamentos por nivel, los cuales se repiten longitudinalmente formando dos hileras. Estas están dispuestas perpendicularmente entre sí, mientras que la más larga cuenta con 20 apartamentos y da su frente a la carrera 23 y la más corta de 10 apartamentos, tiene su frente sobre la calle 87.

## Características
El bloque corto tiene una geometría ortogonal en el exterior, y presenta unos retranqueos en planta. El bloque largo tiene una geometría radial, en forma de abanico en planta. Las dilataciones entre los volúmenes comunican las plazoletas de acceso con el jardín posterior.
Al interior de los apartamentos una diagonal permite conformar el comedor en forma de hexágono. La disposición de muros paralelos, oblicuos y cilíndricos, unido a la utilización de escaleras en caracol, introduce complejidad espacial y disuelve la ortogonalidad.

## Materialidad
La estructura del edificio combina muros de cargas en ladrillo con columnas en concreto armado que sostienen  lozas aligeradas también de concreto. En el exterior las fachadas son totalmente de ladrillo. 

## Legado
El proyecto constituyó en su época una innovación en cuanto a la forma de hacer proyectos de vivienda. Por un lado el BCH, siendo una entidad estatal, construía vivienda para la clase media y prestaba parte del precio mediante créditos hipotecarios. Por otro lado el proyecto se conformó mediante el régimen de propiedad horizontal, siendo uno de los primero en utilizar esta figura en Colombia.
“El Polo” es fruto de la única colaboración de dos arquitectos muy importantes en el contexto de la arquitectura en Colombia, pero con obras e intereses diferentes. Para ambos arquitectos el lugar es el punto de partida del proyecto. Mientras que para Bermúdez, el lugar es el sitio concreto donde se ubica la vivienda, para Salmona, el lugar es la ciudad como: “recinto que acoge a la sociedad”. De esta forma, Bermúdez compone la planta y el corte desde las líneas y los ámbitos que el predio contiene, relacionándose y aislándose de los espacios y las visuales que le interesan. En cambio, para Salmona la idea de integrar la ciudad al proyecto, lo llevan a buscar un sistema geométrico que le permita fraccionar el volumen y manipular el límite para generar ambigüedad entre el interior y el exterior. 
El importancia del proyecto radica en que en que en él se conjugan varios de los aspectos que le dieron importancia a la arquitectura moderna colombiana, y en especial ala obra de Salmona. En palabras del historiador Carlos Niño "Concierto feliz de dos autores de valía y logro memorable de la historia de la historia de la arquitectura colombiana; una de sus mejores páginas."